# Dendrophryniscus leucomystax
Dendrophryniscus leucomystax – gatunek płaza bezogonowego z rodziny ropuchowatych.

## Systematyka
Gatunek ten zalicza się do rodziny ropuchowatych (Bufonidae).

## Rozmieszczenie geograficzne
Płaz ten jest endemitem południowej Brazylii. Spotyka się go na wybrzeżu stanów Rio de Janeiro, São Paulo, Parana i Santa Catarina (w tym ostatnim przypadku na północy). Istnieje też najprawdopodobniej błędne stwierdzenie z głębi lądu w stanie São Paulo.

## Ekologia
Gatunek bytuje na terenach położonych bardzo nisko (do 100 m) nad poziomem morza. Siedlisko tego gatunku to lasy pierwotne i wtórne. Płazy te spotyka się w ściółce leśnej. Zwierzęcia nie odnotowano jeszcze w siedliskach powstałych w wyniku działalności człowieka.

## Cykl życiowy
Płaz rozmnaża się w zbiornikach wodnych powstających na ziemi po opadach deszczu.

## Zagrożenia i ochrona
Płaz spotykany jest dość często, ale występuje w niskich zagęszczeniach. Trend liczebności populacji oceniany jest jako stabilny.
D. leucomystax lokalnie zagrożony jest utratą środowiska naturalnego. Chodzi tutaj głównie o wylesianie, urbanizację, uprawy i hodowlę zwierząt.
Gatunek żyje na kilku terenach chronionych.